# Hedda Rehnberg
Hedda Rehnberg (født 29. april 1986 i Lund) er en svensk skuespiller. Hun er opvokset i Frankrig, Spanien samt Sverige og har uddannet sig som skuespiller i London. 
Rehnberg er først og fremmest kendt fra tv-serien Familien Löwander, hvor hun i skikkelse af Suzanne Goldstein spillede én af hovedrollerne i dramaet. Hun er dog også kendt for thrillerdramaet Kärleksbevis.

## Filmografi
- 2022 - Kärleksbevis – Liz
- 2019 - Fuglefangerens søn – Marie-Thérèse
- 2017-2020 - Familien Löwander – Suzanne Goldstein
- 2017 - Trettiplus – Maryam
- 2015 - Who! (kortfilm) – medvirkende